# Museu de Belas Artes das Astúrias
O Museo de Bellas Artes de Asturias foi inaugurado em 19 de maio de 1980 abriga obras cobrindo o período desde a Idade Média, Século XIV, até a Idade Contemporânea, Século XXI. Fazem parte do acervo mais de 15 000 obras nas categorias de pintura (cerca de 1.500), escultura, desenho, gravura, fotografia e artes aplicadas (especialmente, artes industriais). É hoje administrado pelo Governo do Principado das Astúrias e pela Prefeitura de Oviedo.
O museu está localizado na cidade espanhola de Oviedo, capital asturiana, no bairro antiguo, em três edifícios conhecidos como Palacio de Velarde, Casa de Oviedo-Portal e Casa de Solís-Carbajal, entre a Calle Rúa e Santa Ana.
Suas primeiras obras foram provenientes da chamada Diputación Provincial de Oviedo, que existiu entre 1835 e 1982 e era a comissão governamental que geria a região. Depois foi por meio de compras, doações, heranças e depósitos que a coleção aumentou. A coleção Pedro Masaveu Peterson foi uma das que mais agregaram ao museu. 
Em 2015 e depois de oito anos de reformas interrompidas pelo aparecimento de restos romanos e medievais, inaugurou-se o ampliação do museu, que ficou à cargo do arquiteto navarro Francisco Beloqui Mangado, duplicando sua área de superfície (de 4000 a quase 8000 metros quadrados).
Atualmente conta com obras de diversos artistas reconhecidos, como: El Greco, Goya, Zurbarán, José de Ribera, Bartolomé Esteban Murillo, Juan Carreño de Miranda, Miguel Jacinto y Luis Meléndez, Joaquín Sorolla, Nicanor Piñole, Valle, Aurelio Suárez, Luis Fernández López, Pablo Picasso, Salvador Dalí, Umberto Pettinicchio, Joan Miró, Antoni Tàpies y Miquel Barceló.

## História
O início do Museo de Bellas Artes data de 1969. Na ocasião, foi constituída a Fundação Pública “Centro Provincial de Bellas Artes” (que depois viria a se chamar “Centro Regional de Bellas Artes”). A exposição só foi inaugurada em 1980 e contava, na ocasião, com sete salas e cerca de 78 obras.

## Visitas
O Museo de Bellas Artes fica aberto durante o Horário de Inverno de terça a sexta-feira, das 10h30 às 14h e das 16h30 às 20h30. Aos sábados das 11h30 às 14h e das 17h às 20h. Em domingos e feriados, das 11h30 às 14h.
Durante o Horário de Verão, especificamente nos meses de julho e agosto, o museu funciona de terça a sábado, das 10h30 às 14h e das 16h às 20h. Em domingos e feriados, entre 10h30 e 14h30.
A entrada é gratuita.

## Obras expostas (antes da ampliação de 2015)

### Palácio de Velarde
- Sala de Exposiciones temporales.
- 18 tablas o Retablo de Santa María, Realizado por el Maestro de Palanquinos, e de prosseguir Valladolid.
- Retábulos medievales procedentes de Catalunha e Maiorca.
- Pinturas flamencas de XVI siglo.
- Apostolado cheia de El grega, Como conocido Apostolado de San Feliz, a por quien El Marques perteneció; um de los tres existentes en el mundo (los otros dos están en Toledo)[7]
- Pinturas renacentistas: Berruguete (A coronación de la Virgen), Fernando Yáñez de la Almedina, Luis de Morales e Ticiano (Santa Catalina; depósito a Museu do Prado).
- Barroco Español e italiana: Guido Reni [Ribera] [José de], Zurbarán (Cristo en la cruz), Murillo (San Pedro).
- Pinturas mitológicas de Rubens e obra de religiosa Juan Andrés Ricci.
- Pinturas a ovetense Miguel Jacinto Meléndez, pintor del Rey Felipe V, o bodegonista e Luis Meléndez.
- Obras de Francisco de Goya (retratos de  Jovellanos e Carlos IV), Angelica Kauffmann, Bartolomé Montalvo, Agustín Esteve.
- Asturianos Pintores: Juan Carreño de Miranda (Carlos II em Los diez años), Evaristo Vale, Nicanor Piñole, Luis Fernandez e Aurelio Suárez.
- Pintores romanticos, Realistas e modernistas, grande parte do resto dos asturianos como Espanha.
- Reloj de Javier Méndez, relojero Galego, Fechado en 1800.
- Par de Pistolas de 1795, fabricadas por dos armeros Vascos en la Primera Fábrica de Armas de Asturias.
- Obras de italiano Umberto Pettinicchio.

### Casa de Oviedo-Portal
- Obras de Sorolla.
- Obras do vanguardismo temprano, com destaque para as de Picasso (Mosquetero e amorcillo), Luis Fernández (Rosa con vela), Salvador Dalí (Metamorfosis de ángeles en mariposa) e María Blanchard.
- Arte Contemporânea Espanhola: Antoní Tàpies e Miquel Barceló.
- Arte industrial: Óculos e Louças
  - Vidros da fábrica de gijonesa La Industria, fundada em 1844, e cuja enorme produção inclui seus vasos opalinos, três luxuosos jarros com retratos dos três fundadores da fábrica. Enfatiza a história e cultura das Astúrias, por ser a criadora da garrafa de cidra que conhecemos hoje.
  - Fábrica de louça La Asturiana, fundada por Mariano Suárez Pola em Gijón, 1874.
  - Fábrica de louça de San Claudio, fundada em 1901 e que atualmente segue em funcionamento, com fama internacional.
  - Fábrica de louça de Sargadelos, Lugo, fundada em 1805 por um asturiano.
  - Outras fábricas espanholas de louça, como La Cartuja e San Juan del Aznalfarache de Sevilla, Moncloa e Vallecas en Madrid e Vargas en Segovia.
  - Algumas amostras de louça europeia.
  - Antiga máquina de fabricação de louça feita em Oviedo no anos 20.

- Arte asturiana e do resto da Espanha do final do século XIX.
- Velho banheiro da casa, século XVII.

## Obras Notáveis no Museu

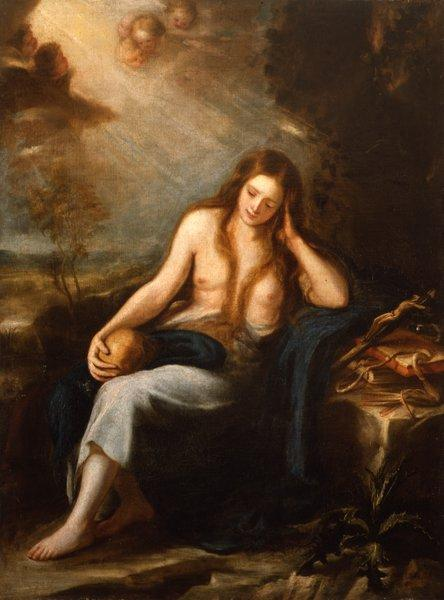
Magdalena penitente  (1647), Juan Carreño de Miranda (1614-1675).
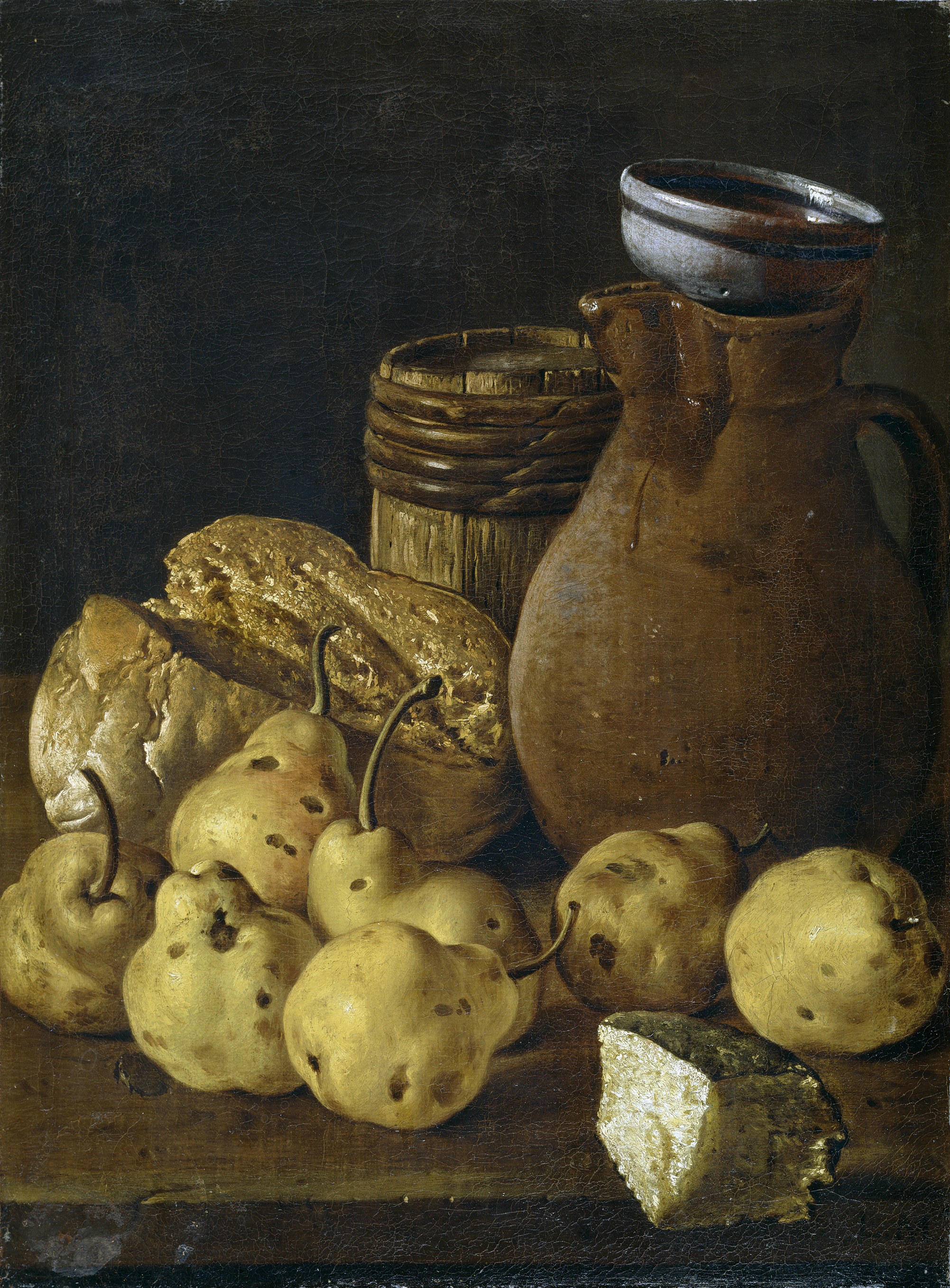
Bodegón: pan, peras, queso y recipientes (século XVIII), Luis Egidio Meléndez (1716-1780).
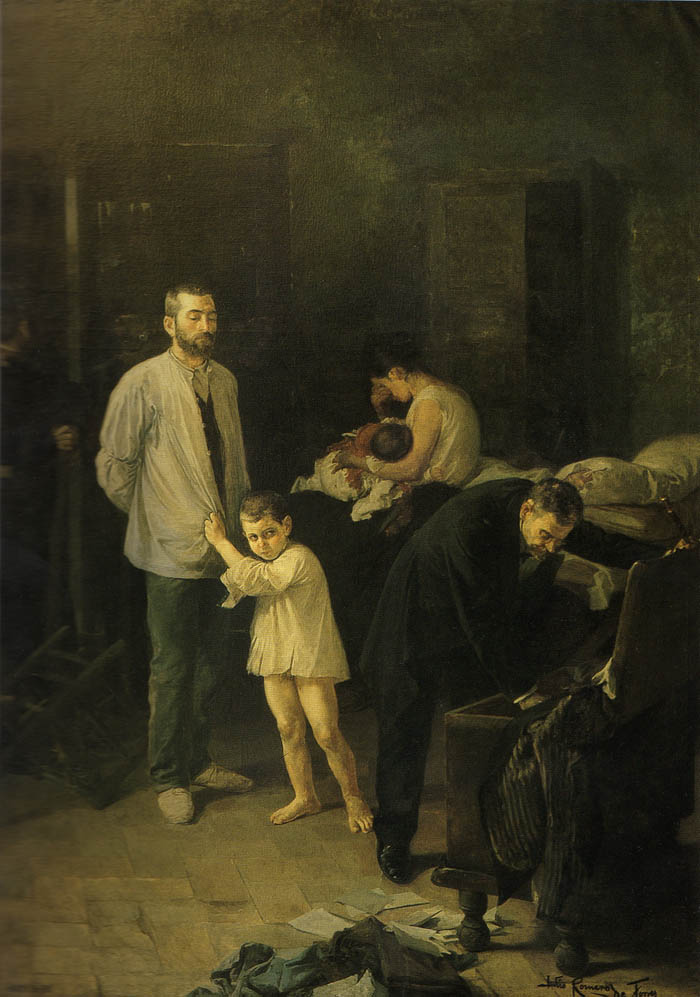
Conciencia tranquila  (1897), Julio Romero de Torres (1874–1930).

## Outros artistas
Há também exemplares de obras de artistas estrangeiros, alguns hispano-flamencos tais quais: Tiziano, Veronés, Peter Raul Rubens, John Philip e Tsuguharo Foujita.
A coleção ainda conta com obras das artistas mulheres mais importantes da história, como Sofonisba Anguissola, Angelica Kauffmann, Ana y Francisca Meléndez y María Blanchard.
Destcam-se também artistas espanhóis e asturianos, como Luis Fernández de la Vega, Antonio Solá, Elías Martín Riesco, Agustín Querol, Francisco Pérez del Valle, José Gragera, Pablo Gargallo, Baltasar Lobo, Faustino Goico-Aguirre, Manuel Álvarez-Laviada, Sebastián Miranda, Antón, Víctor Hevia, César Montaña, Amador, Rubio Camín e Navascués.
Na seção de artes industriais, há mais de 5.000 de copos, louças e placas calcográficas, com estampas de fábricas com La Industria, La Asturiana, San Claudio e Real Fabrica de Sargadelos.

## Biblioteca
O Museo de Bellas Artes de Asturias também conta com um biblioteca, que tem acervo formado por coleções sobre arte asturiana, entre monografias, documentos históricos, obras referenciadas e publicações diversas, totalizando mais de 30.000 volumes e 500 títulos. Os livros não tratam somente de pintura, mas de outras modalidades artísticas e museologia, conservação, restauração e viagens sobre a Espanha. Estão juntadas a estas publicações os acervos do historiador Diego Angulo, que foi adquirido em 1995, dos artistas Amador e Luis Fernández, do empresário Mariano Suárez-Pola, e dos arquitetos Juan Vallaure, Julio Galán Gómez e Julio Galán Carvajal.